# Musée Marguerite-Yourcenar
Le musée Marguerite-Yourcenar, se situe au cœur de Saint-Jans-Cappel, commune située dans l'arrondissement de Dunkerque, dans le canton de Bailleul-Nord-Est. Elle fait partie de la communauté de communes de Flandre intérieure.
En plus de quelques lieux et animations touristiques (étang des 3 fontaines, ferme équestre, gîtes ruraux...), elle possède un atout touristique majeur, puisqu'une partie de son territoire se situe sur le mont Noir, avec le parc départemental Marguerite-Yourcenar, la villa Marguerite-Yourcenar et le sentier des Jacinthes.
Saint-Jans-Cappel bénéficie d'une facilité d'accès par les sorties d'autoroute (A25) et la gare ferroviaire situées à Bailleul, soit à 5 kilomètres du village.

## Historique
C’est dans cet esprit qu’en 1977, Louis Sonneville, instituteur, eut l’idée d’envoyer à Marguerite Yourcenar, domiciliée alors aux États-Unis et dont il connaissait l’attachement au mont Noir, quelques bulbes de jacinthes et une poignée de terre de l’ancienne propriété familiale. Ce fut le début d’une longue correspondance parsemée de projets dont celui de créer le musée qui lui est dédié, fondé en 1985.
Marguerite Yourcenar le visitera le 3 mai 1986, inscrivant sur le livre d’or : «  Avec le très grand plaisir de me retrouver chez moi. »

## Description
Marguerite Yourcenar (1903-1987), écrivain et première femme élue à l'Académie française en 1980, a vécu les dix premières années de sa vie dans le château familial des Cleenewerck de Crayencour, situé au sommet du mont Noir.
Le musée est avant tout un lieu de souvenirs où sont rassemblés des photos, des œuvres et des documents ayant trait à l'enfance et aux visites de l'écrivain au Mont-Noir, à Saint-Jans-Cappel et à Bailleul. On y découvre son enfance, son éducation, son parcours ainsi que son goût pour l'aventure qui la mènera aux États-Unis, sur l'île des Monts Déserts. Le musée propose une reconstitution du bureau de la romancière dans sa demeure américaine de Petite Plaisance.
Le « sentier des jacinthes », sentier de randonnée pédestre de 6 km, relie le musée à la villa Marguerite-Yourcenar, lieu de résidence d'écrivains.